# (170) Maria
(170) Maria ist ein Asteroid des mittleren Hauptgürtels, der am 10. Januar 1877 vom französischen Astronomen Henri Joseph Perrotin am Observatoire de Toulouse entdeckt wurde. Am 22. Januar erfolgte noch eine unabhängige Entdeckung durch den deutsch-US-amerikanischen Astronomen Christian Heinrich Friedrich Peters am Litchfield Observatory in New York.
Der Asteroid wurde benannt zu Ehren der Schwester von Antonio Abetti, der die Umlaufbahn berechnete, und Tante von Giorgio Abetti. Sie starb in ihrer Jugend.

## Wissenschaftliche Auswertung
Aus Ergebnissen der IRAS Minor Planet Survey (IMPS) wurden 1992 erstmals Angaben zu Durchmesser und Albedo für zahlreiche Asteroiden abgeleitet, darunter auch (170) Maria, für die damals Werte von 44,3 km bzw. 0,16 erhalten wurden. Eine Auswertung von Beobachtungen durch das Projekt NEOWISE im nahen Infrarot führte 2012 zu vorläufigen Werten für den Durchmesser und die Albedo im sichtbaren Bereich von 33,1 km bzw. 0,28. Nach der Reaktivierung von NEOWISE im Jahr 2013 und Registrierung neuer Daten wurden die Werte 2016 mit 45,3 km bzw. 0,18 angegeben, diese Angaben beinhalten aber hohe Unsicherheiten.

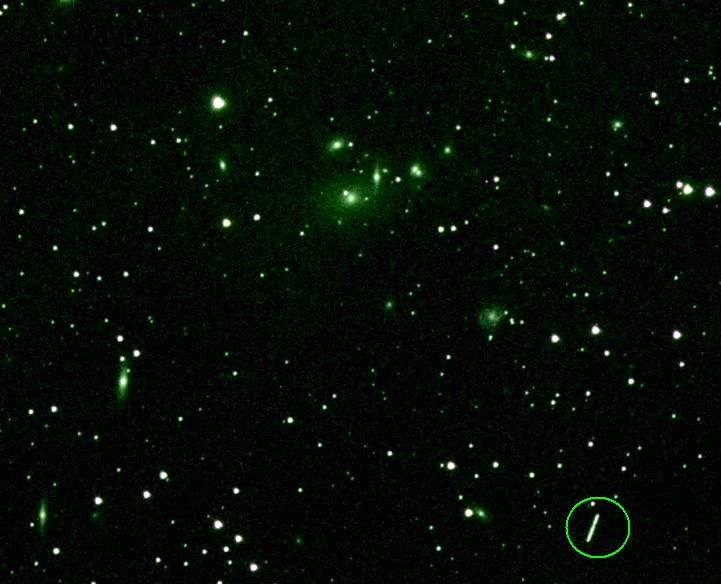
Photographische Spur von (170) Maria in der Nähe des Galaxienhaufens Abell 262

Eine spektroskopische Untersuchung von 820 Asteroiden zwischen November 1996 und September 2001 am La-Silla-Observatorium in Chile ergab für (170) Maria eine taxonomische Klassifizierung als S- bzw. Sl-Typ.
Photometrische Beobachtungen des Asteroiden erfolgten erstmals vom 19. Juli bis 19. September 1993 am Osservatorio Astrofisico di Catania in Italien. Aus der gemessenen Lichtkurve wurde damals eine Rotationsperiode von 5,510 h bestimmt. Ohne Kenntnis dieser Beobachtungen wurden neue photometrische Messungen vom 14. bis 28. Dezember 1998 am Observatorium Roschen in Bulgarien durchgeführt. Aus der Lichtkurve wurde hier allerdings eine Rotationsperiode von 13,14 h abgeleitet. Weitere Beobachtungen erfolgten vom 1. bis 17. Januar 2007 am Palmer Divide Observatory in Colorado. Die Auswertung der Lichtkurve führte auch hier zu einer Rotationsperiode von 13,120 h, eine kürzere Periode konnte dagegen nicht an die Daten angepasst werden. Beobachtungen am Oakley Southern Sky Observatory in Australien im Februar/März 2008 führten zu keinen verwertbaren Ergebnissen. Die Auswertung archivierter Lichtkurven des United States Naval Observatory und der Catalina Sky Survey ermöglichte dann in einer Untersuchung von 2014 für (170) Maria die Bestimmung der Rotationsperiode zu 13,13132 h, außerdem konnten zwei alternative Lösungen für die räumliche Lage der Rotationsachse angegeben werden in Verbindung mit einer retrograden Rotation.

## Maria-Familie
(170) Maria ist das größte Mitglied einer Asteroidenfamilie mit ähnlichen Bahneigenschaften, wie eine Große Halbachse von 2,52–2,72 AE, eine Exzentrizität von 0,06–0,13 und eine Bahnneigung von 13,2°–15,6°. Die mittlere Albedo liegt bei 0,25. Die Maria-Familie umfasste im Jahr 2019 über 5700 bekannte Mitglieder. Sie ist eine alte Familie, ihr Alter wird auf etwa 1,9 ± 0,4 Mrd. Jahre geschätzt.